# Grupa operacyjna
Grupa operacyjna (GO)
1. Wojska czasowo połączone pod jednym dowództwem dla wykonania określonego zadania operacyjnego; tworzy się je podczas działań na szerokich frontach i w terenie, gdzie utrudnione jest współdziałanie zgrupowań wojsk, działających na różnych kierunkach operacyjnych, a także w celu wykonania specjalnych zadań operacyjnych; grupy operacyjne mogą otrzymywać nazwy od nazwiska swego dowódcy, miejsca geograficznego i kierunku działania lub kryptonimy;
2. dowódca wraz z zespołem najważniejszych oficerów swego sztabu; grupa tworzona doraźnie. Zadaniem takich grup jest dowodzenie wojskami z punktu dowodzenia położonego maksymalnie blisko linii frontu, najczęściej na głównym kierunku działania.
3. Wyższy związek taktyczny Wojska Polskiego, odpowiednik korpusu lub dywizji. Występowała także w innych armiach.
4. Zorganizowana doraźnie grupa żołnierzy (zazwyczaj część sztabu wojskowego) mająca za zadanie rozwiązanie określonego problemu (zaplanowanie walki, dowodzenie określoną grupą oddziałów wojskowych itp.)

## Polskie grupy operacyjne
W latach 1918–1922
- Grupa Operacyjna Działdowo płk. Eugeniusza Habicha
- Grupa Operacyjna gen. Junga
- Grupa Operacyjna Jazdy generała Jana Sawickiego
- Grupa Operacyjna Jazdy pułkownika Juliusza Rómmla
- Grupa Operacyjna Witolda Aleksandrowicza
- Grupa Operacyjna Rydza-Śmigłego
- Grupa Podlaska/ Poleska gen. Listowskiego
- GO „Bieniakonie” (Wojsko Litwy Środkowej)

W latach 1938–1939
Samodzielne związki operacyjne przewidziane w planie organizacji wojskowej Polskich Sił Zbrojnych; należały w większości do grupy odwodów Naczelnego Wodza; składały się przeważnie z 2–3 dywizji piechoty, 1–4 dywizjonów artylerii, pododdziałów saperskich, łączności i służb; nie miały w zasadzie rozwiniętych dowództw i sztabów; rejony koncentracji i gotowości do działań osiągnąć miały po wybuchu wojny.
Samodzielne Grupy Operacyjne
- SGO „Śląsk” (improwizowana w 1938 r., w celu aneksji Zaolzia)
- SGO „Polesie” (improwizowana w kampanii wrześniowej 1939 r.)
- SGO „Narew”

Grupy operacyjne kawalerii
- Grupa Operacyjna Kawalerii Nr 1 (dyspozycyjne dowództwo)
- Grupa Operacyjna Kawalerii Nr 2 (dyspozycyjne dowództwo)
- Grupa Operacyjna Kawalerii gen. Abrahama (improwizowana w kampanii wrześniowej 1939)
- Grupa Operacyjna Kawalerii gen. Andersa (improwizowana w kampanii wrześniowej 1939)
- Grupa Operacyjna Kawalerii gen. Skotnickiego (improwizowana 8 września 1939)

Grupy operacyjne
| - GO „Bielsko” (GO „Boruta”) - GO „Czersk” (Grupa Osłonowa „Czersk”) - GO „Jasło” - GO „Koło” (GO gen. Knoll-Kownackiego) - GO „Kutno” (Grupa Odwodów „Kutno”) - GO gen. Kowalskiego - GO gen. Kruszewskiego - GO „Piotrków” - GO „Sieradz” (GO gen. Dindorf-Ankowicza) | - Południowe Zgrupowanie Armii „Prusy” gen. Skwarczyńskiego - GO „Śląsk” (GO „Jagmin”) - GO Tadeusz - GO „Tarnów” (Grupa Odwodów „Tarnów”) - GO gen. Thommée - GO gen. Tokarzewskiego-Kraszewicza - GO „Wschód” (GO gen. Bołtucia) - GO „Wyszków” (Grupa Odwodów „Wyszków”) - GO Zulaufa |

W latach 1946–1947
| - GO „Hrubieszów” - GO „Lubaczów” (GO „Gorlice”) - GO „Rzeszów” | - GO „Sanok” - GO „Wisła” |

## Grupy operacyjne w innych państwach
- GO 1001. Nocy
- GO Janosik / Otto / Ocel
- GO Teplice